# Earwig and the Witch
Earwig and the Witch (tên tiếng Nhật: アーヤと魔女; Rōmaji: Āya to Majo) là bộ phim hoạt hình máy tính kỳ ảo Nhật Bản ra mắt năm 2020 được đạo diễn bởi Gorō Miyazaki dựa trên quyển tiểu thuyết cùng tên của Diana Wynne Jones. Phim có sự tham gia lồng tiếng của Shinobu Terajima, Etsushi Toyokawa, Gaku Hamada và Kokoro Hirasawa.
Phim được sản xuất hợp tác giữa Studio Ghibli, NHK và NHK Enterprises. Được phát sóng trên kênh NHK General TV vào ngày 30 tháng 12 năm 2020 đồng thời phim cũng được công chiếu tại các rạp bởi Toho vào ngày 27 tháng 8 năm 2021.

## Nội dung
Bộ phim lấy bối cảnh vào những năm của thập niên 90, một phù thủy đã bỏ đứa con sơ sinh của mình là Earwig tại cô nhi viện St. Morwald. Mười năm sau, Earwig đã lớn lên và trở thành một cô bé lém lĩnh, lí lắc, rất yêu thích và không bao giờ muốn rời khỏi mái ấm cô nhi viện của mình. Nhưng đến một ngày, một cặp đôi phù thủy là Bella Yaga và Mandrake đã đến nhận nuôi Earwig. Vừa về đến nhà, Bella Yaga đã nói ra sự thật lí do để bà nhận nuôi cô vì muốn cô trở thành một tay sai việc trong nhà, còn căn nhà mà cô đang ở thì đã bị phong ấn bởi phép thuật của Mandrake khiến cô bé không thể trốn thoát ra được. Earwig phải tìm cách chống chọi lại cặp phù thủy và từ đó cô cũng dần tìm ra được nhiều bí ẩn xung quanh bản thân mình.

## Lồng tiếng
| Nhân vật                   | Diễn viên lồng tiếng | Diễn viên lồng tiếng   |
| Nhân vật                   | Tiếng Nhật           | Tiếng Anh              |
| -------------------------- | -------------------- | ---------------------- |
| Earwig (Āya)               | Kokoro Hirasawa      | Taylor Paige Henderson |
| Bella Yaga                 | Shinobu Terajima     | Vanessa Marshall       |
| Mandrake                   | Etsushi Toyokawa     | Richard E. Grant       |
| Thomas                     | Gaku Hamada          | Dan Stevens            |
| Mẹ của Earwig (Mẹ của Āya) | Sherina Munaf        | Kacey Musgraves        |
| Ông Jenkins                | Yuji Ueda            | JB Blanc               |
| Bà Matron                  |                      | Pandora Colin          |
| Custard                    |                      | Logan Hannan           |
| Phyllis                    |                      | Summer Jenkins         |
| Sally                      |                      | Vivienne Rutherford    |
| Trợ lý của Matron          |                      | Alex Cartañá           |
| Đầu bếp                    |                      | Tom Bromhead           |
| Phụ bếp                    |                      | Eva Kaminsky           |

## Sản xuất
Phim được đạo diễn bởi Gorō Miyazaki đồng thời cũng là bộ phim hoạt hình máy tính đầu tiên của Studio Ghibli và được ấn định sẽ phát hành trên NHK vào cuối năm 2020. Vào ngày 19 tháng 6 năm 2020, những hình ảnh đầu tiên của phim đã được tiết lộ bởi Miyazaki. Gorō chia sẻ rằng cha anh, Hayao Miyazaki khuyến khích anh hay làm bộ phim cùng với Toshio Suzuki, tuy nhiên sau đó anh làm bộ phim theo ý của mình với đội ngũ nhân viên trẻ tuổi và "không có sự tham khảo từ những người kỳ cựu". Và anh cũng nói rằng tại hãng phim, anh chính là người duy nhất biết về phương pháp làm phim hoạt hình máy tính. Satoshi Takebe là cái tên được chọn để soạn nhạc cho phim. Bài nhạc đầu phim "Don't Disturb Me" và kết phim "Atashi no Sekai Seifuku" (あたしの世界征服) được trình bày với sự kết hợp của giọng hát từ nhóm soạn nhạc của Sherina Munaf, guitar từ Hiroki Kamemoto của Glim Spanky, bass từ Kiyokazu Takano của Mrs. Green Apple, trống từ Kavka Shishido và cuối cùng là keyboards từ Takebe.

## Phát hành
Phim được dự kiến sẽ ra mắt tại Liên hoan phin Cannes năm 2020 tuy nhiên sau đó sự kiện này đã bị hủy vì ảnh hưởng của đại dịch COVID-19. Và thay vào đó, phim được công chiếu tại Liên hoan phim Lumière tại Lyon Metropolis vào ngày 18 tháng 10 năm 2020.
Vào tháng 11 năm 2020, dàn diễn viên lồng tiếng và đội ngũ làm phim cũng như chi tiết cốt truyện và ngày phát hành chính thức được thông báo. Phim sẽ phát sóng trên kênh NHK General TV vào ngày 30 tháng 12 năm 2020.
Cũng như các phim khác của Ghibli, công ty Wild Bunch sẽ chịu trách nhiệm cho việc giao dịch phim trên thị truyền quốc tế. Ngày 7 tháng 7, 2020, nhà phân phối phim GKIDS của Studio Ghibli ở Bắc Mỹ đã xác nhận về việc họ đã thành công mua bản quyền phân phối phim tại Bắc Mỹ và phim sẽ được ra mắt tại các rạp ở Bắc Mỹ vào đầu năm 2021. Vào ngày 7 tháng 1, 2021, phim đuọc thông báo sẽ phát hành tại rạp giới hạn vào ngày 3 tháng 2 song song đó, phim sẽ được phát sóng trên HBO Max vào ngày 5 tháng 2. Ngày 23 tháng 3 năm 2021, phim được phát hành ở định dạng kỹ thuật số và tiếp theo vào ngày 6 tháng 4 năm 2021, phim được phát hành ở dạng Blu-ray và DVD. GKIDS sẽ phát hành phim giống như phiên bản tại các rạp ở Nhật Bản.
Ngày 11 tháng 9, 2020, Wild Bunch xác nhận họ đã mua bản quyền phân phối phim của Studio Ghibli tại Pháp từ nhà phân phối trước đó là Disney, và họ sẽ chịu trách nhiệm phát hành phim ở cả rạp chiếu và phương tiện truyền thông tại gia ở trong nước.
Vào ngày 3 tháng 12 năm 2020, Elysian Film Group đã mua lại quyền phân phối phim tại Anh và Ireland và nó trở thành thương vụ mua lại phim đầu tiên sau khi công ty này được thành lập vào tháng 2 năm đó. Đây cũng sẽ là bộ phim chiếu rạp đầu tiên của Ghibil kể từ Princess Mononoke không được phân phối trong khu vực bởi StudioCanal UK.
Ngày 11 tháng 2 năm 2021, Toho thông báo về việc phim sẽ được phát hành tại các rạp chiếu Nhật Bản vào ngày 29 tháng 4 năm 2021. Phiên bản chiếu rạp sẽ bao gồm cả các cảnh không được chiếu trong phiên bản TV. Vào ngày 23 tháng 4 cùng năm, do ảnh hưởng của đại dịch COVID-19 nên lịch phát hành phim được bị dời lại. Sau đó, phim đã thông báo ngày phát hành mới của phim sẽ là ngày 27 tháng 4 năm 2021.

## Đánh giá
Trên trang phê bình phim Rotten Tomatoes, phim nhận về 30% từ 63 bài đánh giá tương đương số điểm là 4.90/10. Các nhà phê bình đều đồng tình cho rằng "Với một câu chuyện không hấp dẫn như đồ họa của nó, Earwig and the Witch là một điều bất ngờ - dường như hoàn toàn - là sự thất bại của Studio Ghibli." Theo trang Metacritic, phim mang về số điểm trung bình có trọng số là 45 trên 100 với 20 bài phê bình, phim nhận được "các bài đánh giá hỗn hợp và trung bình".
David Ehrlich từ IndieWire đã cho bộ phim điểm C và nói rằng "Mặc dù Earwig and the Witch không phải là bộ phim xấu nhất trong thể loại của nó, nhưng có một điều độc đáo là nó nhìn như vẻ đẹp thẩm mỹ đặc trưng của Ghibli đang bị chết ngạt bên trong một chiếc quan tài bằng nhựa và mất đi linh hồn rực rỡ của nó; việc nhìn thế giới xanh tươi tốt của hãng đã bị thay thế bằng những phông nền vô hồn với các thiết kế nhân vật siêu biểu cảm được hoán đổi cho những con búp bê rẻ tiền, không có cảm xúc con người đến nỗi ngay cả đứa trẻ nhỏ nhìn vô cùng botox với một inch từ cuộc sống của chúng. Đây là một bức tranh hoạt hình giống như một bức bích họa của Chúa Giê-su, chỉ thiếu nét vẽ của con người đã tạo ra một sự quyến rũ hư hỏng riêng của nó."
Vào tháng 4 năm 2021, Earwig and the Witch thành công thu về được $173,704 từ phòng vé Bắc Mỹ và $552,333 từ các phòng vé khu vực khác với tổng cộng doanh thu toàn cầu là $726,037.